# Fiat Uno (Typ 146)
Der Uno ist ein Kleinwagen von Fiat, der im Frühjahr 1983 als Nachfolger des Fiat 127 auf den Markt kam.
Die Produktion in Italien lief bis Herbst 1995, wobei die meisten Versionen bereits im Herbst 1993 durch den Nachfolger Fiat Punto abgelöst wurden. Im deutschen Sprachraum nicht erhältlich waren die dem Uno ähnlichen Fiat Duna, Fiat Prêmio mit Stufenheck und der Kombi Weekend. Die Kombiversion wurde auf einigen Märkten auch als Innocenti Elba vertrieben. Der vom Duna abgeleitete Kastenwagen hieß Fiat Fiorino.
Ein Teil der Fahrzeuge wurde bei Zastava in Jugoslawien hergestellt und dort auch unter dieser Marke angeboten.
In Brasilien wurde die zweite Serie nach dem Auslaufen der europäischen Fertigung noch bis 2014 unter der Bezeichnung Fiat Mille fortgeführt.
Als Fiat Novo Uno (portugiesisch) bzw. Nuevo Uno (spanisch), jeweils für Neuer Uno, wird seit Frühjahr 2010 ein mit dem Fiat Panda (Typ 169) technisch verwandtes Nachfolgemodell in Südamerika produziert, während der Uno in Südamerika, meist als Fiat Mille bezeichnet, nur noch das billigste Modell von Fiat war. Ende 2013 wurde dann die Produktion eingestellt. Erst 2016 präsentierte Fiat mit dem Fiat Mobi ein Nachfolgemodell des Mille.

## Modellgeschichte

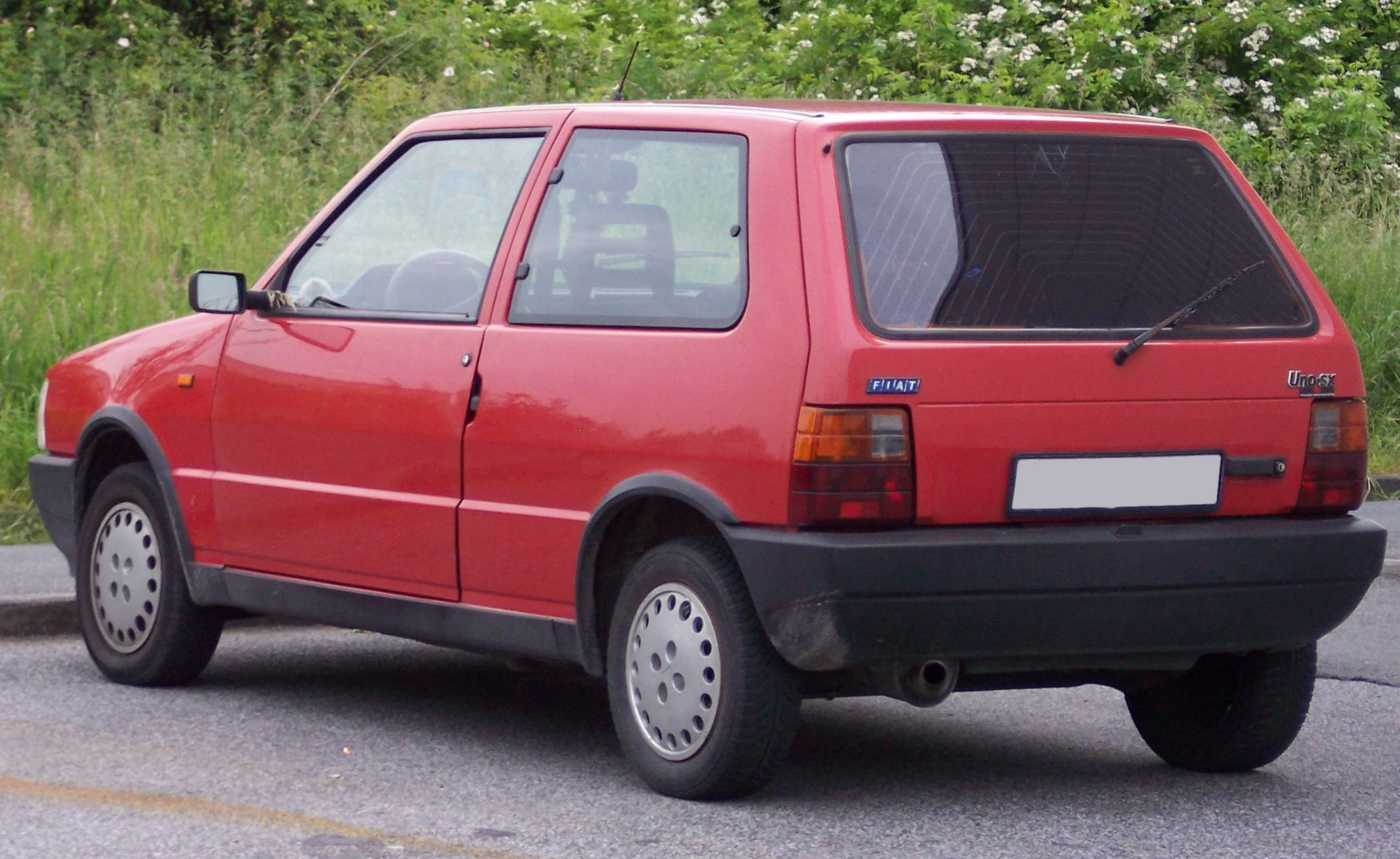
Fiat Uno Dreitürer (1983–1989)

### Allgemeines

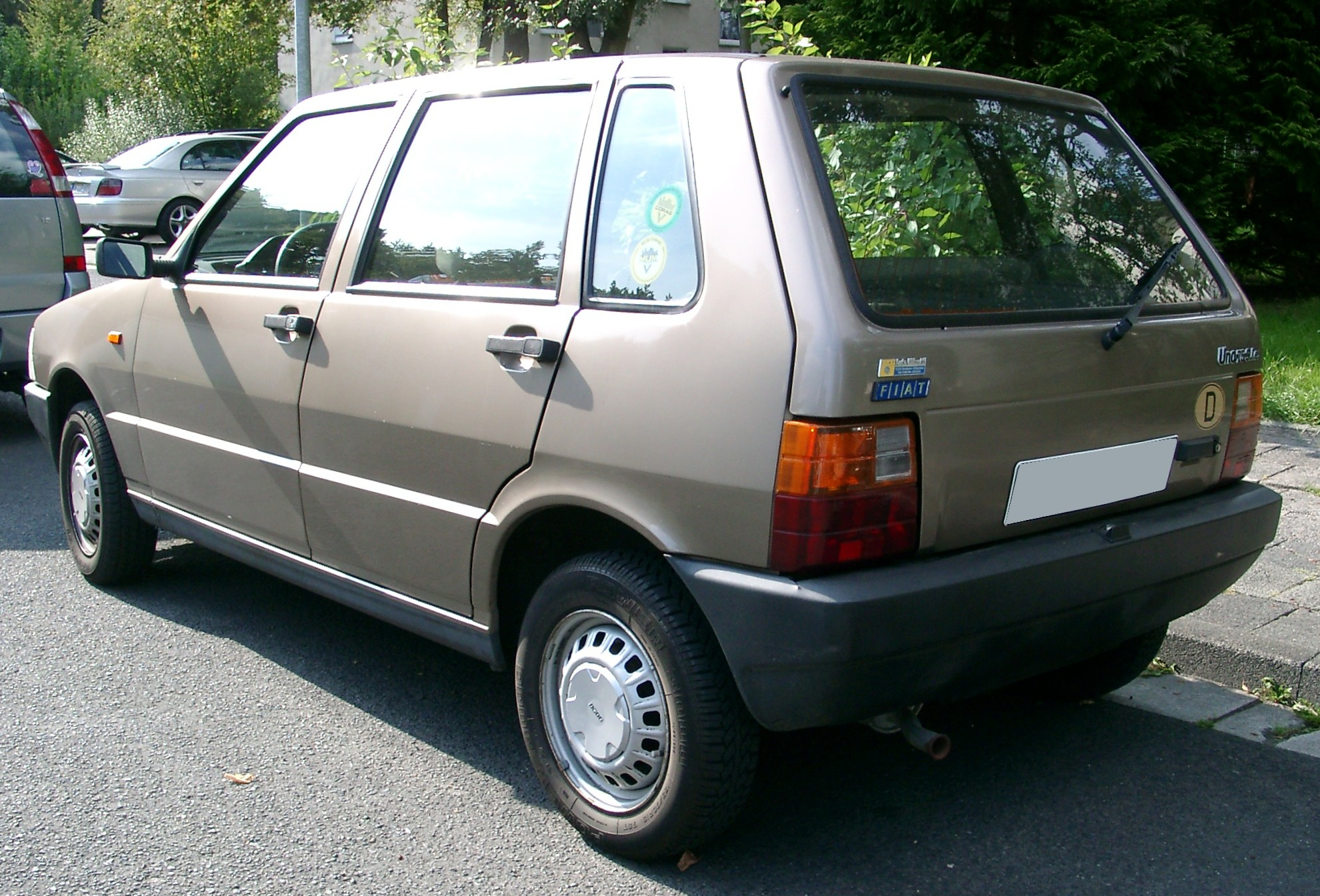
Heckansicht

Ursprünglich sollten Fiat Uno und Lancia Lambda auf derselben neuen Plattform entwickelt werden. Der Designentwurf des Lancia stammte von Giorgio Giugiaro. Der Entwurf des Fiat stellte einen hausinternen Entwurf dar, dessen Design kam aber in den sogenannten Kundenkliniken wesentlich schlechter an als das des Lancia. Im Laufe des Jahres 1979 wurde festgelegt, das Design des Lancia für den Uno zu nutzen. Im Januar 1980 wurde das Design dann finalisiert.
Der Fiat Uno Typ 146 wurde von März 1983 bis Oktober 1995 in den italienischen Fiat-Werken Mirafiori und Rivalta di Torino gebaut. Die Karosserie war von Giorgetto Giugiaro gestaltet worden. In anderen Ländern wurde er länger produziert; in Brasilien lief er noch 2014 als „Mille“ vom Band. Der Uno gewann insgesamt elf internationale Auszeichnungen und wurde in verschiedenen Ausführungen (Uno, Duna, Penny, Fiorino, Premio, Elba und Mille) weltweit verkauft. In den 1980er Jahren war er zusammen mit dem Peugeot 205 einer der meistverkauften Importwagen in Deutschland. In Europa war er jahrelang das meistverkaufte Auto.
Der Fiat Uno war das erste Fahrzeug überhaupt, das für eine weitgehend automatische Fertigung mit Robotern ausgelegt wurde. Für das automatische Schweißen sorgten 200 Roboter, weitere 20 übernahmen die Lackierung. Die Karosserie besteht nur aus 172 Einzelteilen die mit lediglich 2700 Schweißpunkten verbunden sind, von denen nur 30 manuell gesetzt werden müssen. Die Fertigungseinrichtungen wurden so flexibel geplant, dass auch andere Modelle gleichzeitig auf dem gleichen Band gefertigt werden konnten, um so auf die Nachfrageentwicklung reagieren zu können.
Das Design des ersten Fiat Uno wurde von Otl Aicher in seinem Buch Kritik am Auto (1984) als beispielhaft beschrieben.

### Ausstattungsvarianten
Grundmodell (ohne Bezeichnung): Einfache Ausstattung und gelbe Blinkleuchten vorne. S: Erweiterte Ausstattung, mit weißen Blinkleuchten vorne. SX: Elegante Version mit stärkeren Motoren, besseren Sitzbezügen, Drehzahlmesser oder zum Beispiel Zentralverriegelung. Turbo: Sportliche Version mit aufgeladenem Ottomotor, Breitreifen, Leichtmetallrädern, Sportsitzen und Nebelscheinwerfern.
Außerdem gab es je nach Baujahr und Markt eine Vielzahl von Sondermodellen.

## Technik

### Karosserie
Das Fahrzeug mit selbsttragender Stahlkarosserie gab es mit drei oder fünf Türen. Der Luftwiderstandsbeiwert (Cw) lag bei 0,34 (beim Facelift 1989 verbessert auf 0,30). Das Dach reicht nur bis zur inneren Kante der Seitenteile, die Schweißflansche sind mit schwarzen Kunststoffleisten abgedeckt und es gibt keine Regenrinnen. Die Frontscheibe hat einen Einarmscheibenwischer und die dreitürigen Modelle lediglich Fingermulden für die Türöffner statt Türgriffe. Die Kunststoff-Stoßfänger verkraften Parkrempler bis 5 km/h schadlos. Die Versionen Uno Turbo, SX und einige Sondermodelle sind mit einer Fernentriegelung der Heckklappe neben dem Fahrersitz ausgestattet. Der Uno Turbo (erste Serie) hat eine Heckklappe mit integrierter Abrisskante aus Kunststoff. Von der Firma L&H Automobile in Frankfurt wurde der Uno in Kleinserie zum Cabriolet (mit B-Säule) umgebaut. Zudem gab es für einige Auslandsmärkte das Modell „Van“ für den gewerblichen Einsatz, bei dem die hinteren Seitenscheiben mit einer Folie abgeklebt waren, die Rückbank fehlte sowie ein Schutzgitter zum Fahrerraum installiert war. Gegen Aufpreis war eine zweite Ebene im Laderaum erhältlich.
Die zweite, umfangreich modernisierte Serie erschien 1989. Motorhaube und Heckklappe waren nun aus beidseitig verzinktem Blech, die Vorderkante der Motorhaube abgerundet, Kühlergrill und Scheinwerfer wurden flacher, was den Luftwiderstand verringerte. Die Heckklappe war charakteristisch gewölbt, dadurch wurde der Kofferraum etwas erweitert. Dieses Stilelement wurde bereits ein Jahr davor beim Fiat Tipo eingeführt. Ebenfalls an dieses Modell angelehnt war der nun in Wagenfarbe lackierte Kühlergrill.

### Motoren
Zunächst gab es den Uno mit Motoren, die schon aus anderen Fiat Modellen bekannt waren: die Konstruktion des 33-kW-Motors mit untenliegender Nockenwelle und drei Kurbelwellenlagern stammte noch aus den 1950er Jahren und war in dieser Version schon im Fiat 127 verwendet worden, der 40-kW-Motor stammte aus dem Fiat 128 von 1969. Ab 1985 gab es die neu konstruierten FIRE-Motoren (Fully Integrated Robotized Engine). Sie waren so entworfen, dass sie von Robotern gebaut werden konnten.

#### Ottomotoren
- 45: 903-cm³-Vierzylinder mit 33 kW (45 PS), ab 1983
- 45 ES: 903-cm³-Vierzylinder mit 33 kW (45 PS), ab 1983 (Energy Saving)
- 45 i.e.Kat: 986-cm³-Vierzylinder SPI mit 32 kW (44 PS), ab 1985
- 45 (S/SL): 986-cm³-Vierzylinder mit 33 kW (45 PS), ab 1985
- 45 Fire: 999-cm³-Vierzylinder SPI mit 33 kW (45 PS), ab 1987
- 45 (S)i.e.: 999-cm³-Vierzylinder SPI mit 33 kW (45 PS), ab 1989
- 45 i.e.Kat: 999-cm³-Vierzylinder SPI mit 33 kW (45 PS), ab 1992
- 50 S/SL: 1108-cm³-Vierzylinder mit 37 kW (50 PS), ab 1985
- 55 (S): 1108-cm³-Vierzylinder mit 40 kW (54 PS), ab 1983
- 55 Matic: 1108-cm³-Vierzylinder mit 42 kW (57 PS), ab 1983
- 60 (S/SL): 1108 cm³, Vierzylinder mit 43 kW (58 PS), ab 1985
- 60 (S/SL): 1108 cm³, Vierzylinder Spi mit 42 kW (57 PS), ab 1990
- 60 (Selecta): 1116-cm³-Vierzylinder Vergaser mit 43 kW (58 PS); CTX Automatic; ab 1989
- 70 S: 1280-cm³-Vierzylinder mit 50 kW (68 PS), ab 1983
- 70 (S/SL): 1280-cm³-Vierzylinder mit 48 kW (65 PS), ab 1985
- 70 S: 1372 cm³, Vierzylinder mit 52 kW (71 PS), ab 1989
- 70 S i.e.: 1372-cm³-Vierzylinder SPI mit 51 kW (69 PS), ab 1989
- 70 Selecta: 1372-cm³-Vierzylinder SPI mit 52 kW (71 PS), CTX Automatic; ab 1989
- 75 i.e.: 1498-cm³-Vierzylinder MPI mit 55 kW (75 PS), ab 1985
- 75 S/SX i.e.: 1498-cm³-Vierzylinder SPI mit 55 kW (75 PS), ab 1988
- Turbo i.e.: 1283-cm³-Vierzylinder mit Abgasturbolader, 73 kW (99 PS), 01/87–12/87
- Turbo i. e.(Kat): 1283-cm³-Vierzylinder mit Abgasturbolader, 74 kW (101 PS), 01/87–08/89
- Turbo i. e.(Kat): 1301-cm³-Vierzylinder mit Abgasturbolader, 74 kW (101 PS), 10/89–09/91
- Turbo i.e.: 1301-cm³-Vierzylinder mit Abgasturbolader, 77 kW (105 PS), 04/85–08/87
- Turbo i. e. Racing: 1372-cm³-Vierzylinder mit Abgasturbolader, 82 kW (111 PS), 05/91–07/95

#### Diesel
- D/DS: 1288-cm³-Vierzylinder mit 33 kW (45 PS), ab 1983
- 60 D/DS: 1677-cm³-Vierzylinder mit 43 kW (58 PS), ab 1985
- D/DS/DSL: 1288-cm³-Vierzylinder mit 33 kW (45 PS), ab 1985
- 70 TD: 1357-cm³-Vierzylinder mit Abgasturbolader mit 52 kW (71 PS), ab 1985 (nicht auf deutschsprachigen Märkten)
- DS: 1698-cm³-Vierzylinder mit 44 kW (60 PS), ab 1989

### Getriebe
Bei der ersten Modellreihe bis 1989 hatten die Uno 45 nur ein Viergang-Getriebe (außer ES bzw. 45 Super und 45 i. e.). Alle anderen Modelle wurden mit einem Fünfgang-Getriebe ausgestattet. Ab 02/1991 gab es auch ein Modell mit Automatikgetriebe, den Uno Selecta mit 1,5-Liter-Motor (1498 cm³, 55 kW/75 PS) und stufenloser Keilriemenautomatik (CVT).

### Fahrwerk
Der Uno hat eine Zahnstangenlenkung und unabhängige Radaufhängung rundum: Vorne MacPherson-Federbeine und Dreieckslenker aus Stahlblech, hinten eine Verbundlenkerachse mit Schraubenfedern. Alle Uno-Modelle haben serienmäßig Gasdruckstoßdämpfer. An beiden Achsen laufen die Räder parallel (keine Vorspur) – das verringert Rollwiderstand und Reifenverschleiß.

### Bremsen
Alle Uno-Modelle haben vorn Schwimmsattel-Scheibenbremsen. Hinten sind alle, bis auf den Uno Turbo mit Trommelbremsen und lastabhängigem Bremskraftregler ausgestattet. Anfangs gab es beim Uno 45 keinen Bremskraftverstärker. Das Antiblockiersystem (ABS) war ab Oktober 1988 beim Uno Turbo als Sonderausstattung lieferbar.

### Räder
Alle Modelle (außer Turbo und einige Sondermodelle) waren mit Stahlblechrädern der Größe 4,50 B × ausgestattet. Nur der Turbo hatte serienmäßig Leichtmetallräder in der Größe 5,5J × 13. Als Reifen wurden bei den kleineren Modellen 135 SR 13, bei den größeren (ab 55 Super) 155/70 SR 13 und beim Turbo 175/60 HR 13 verwendet. Ab September 1989 bekamen alle Modelle (außer Turbo) Reifen in der Größe 155/70 R 13.

## Fahrleistungen

### Uno-MK1-Motoren (1983–1989)
| Modell                                               | Verfügbar | Motor                                       | Ventilsteuerung | Motorcode                                                        | Hubraum (cm³) | Leistung (kW/PS bei 1/min) | Drehmoment (Nm bei 1/min) | Verdichtung | 0–100 km/h (s) | Vmax (km/h) | Verbrauch (l/100 km) Durchschnitt | Gemischbildungssystem (Vergaser Weber/ Vergaser Solex)                                                                   | Zündanlage      | Leergewicht (kg) | Felgen/ Reifen                                   |
| ---------------------------------------------------- | --------- | ------------------------------------------- | --------------- | ---------------------------------------------------------------- | ------------- | -------------------------- | ------------------------- | ----------- | -------------- | ----------- | --------------------------------- | --- | --------------- | ---------------- | ------------------------------------------------ |
| UNO 45                                               | 1983–1989 | 4 Zylinder Ottomotor                        | OHV             | 146A.000                                                         | 903           | 45 PS (33 kW) bei 5600     | 67 bei 3100               | 9:0         | 17,5           | 140         | 6,85 Super                        | 32ICEV 50/250 C32DISA/11                                                                                                 | UKZ             | 700              | 4,50 B x 13 H1 135 SR 13                         |
| UNO ES UNO 45 S                                      | 1983–1989 | 4 Zylinder Ottomotor                        | OHV             | 146A1.000                                                        | 903           | 45 PS (33 kW) bei 5600     | 67 bei 3100               | 9:7         | 17,5           | 140         | 6,10 Super                        | 32ICEE/250 C32DISA/14 | VEZ             | 700              | 4,50 B x 13 H1 135 SR 13                         |
| UNO 45 FIRE                                          | 1985–1989 | 4 Zylinder Ottomotor                        | OHC             | 156A2.048 (bis 02.86) 156A2.100 (ab 03.86)                       | 999           | 44 PS (32 kW) bei 5000     | 80 bei 2750               | 9,8:1       | 16,4           | 145         | 6,45 Normal                       | 32TLF | TZ-I            | 710              | 4,50 B x 13 H1 135 SR 13                         |
| UNO 45 FIRE S                                        | 1985–1991 | 4 Zylinder Ottomotor                        | OHC             | 156A2.048 (bis 02.86) 156A2.100 (ab 03.86)                       | 999           | 44 PS (32 kW) bei 5000     | 80 bei 2750               | 9,8:1       | 16,4           | 145         | 6,20 Normal                       | 32TLF | TZ-I            | 710              | 4,50 B x 13 H1 135 SR 13                         |
| UNO 55                                               | 1983–1986 | 4 Zylinder Ottomotor                        | OHC             | 138B.000                                                         | 1116          | 55 PS (40 kW) bei 5600     | 87 bei 3000               | 9,2:1       | 15             | 150         | 7,30 Super                        | 32ICEV51/250 C32DISA/12                                                                                                  | UKZ             | 730              | 4,50 B x 13 H1 135 SR 13                         |
| UNO 55 S                                             | 1983–1985 | 4 Zylinder Ottomotor                        | OHC             | 138B.000                                                         | 1116          | 55 PS (40 kW) bei 5600     | 87 bei 3000               | 9,2:1       | 15             | 149         | 7,30 Super                        | 32ICEV51/250 C32DISA/12                                                                                                  | UKZ             | 740              | 4,50 B x 13 H1 155/70 SR 13                      |
| UNO 60 S                                             | 1985–1987 | 4 Zylinder Ottomotor                        | OHC             | 146A4.048                                                        | 1116          | 58 PS (43 kW) bei 5700     | 87 bei 3000               | 9,2:1       | 15             | 154         | 5,45 Super                        | 30/32DMTR90/250 C30/32CIC/1                                                                                              | UKZ/TZ-I        | 770              | 4,50 B x 13 H1 155/70 SR 13                      |
| UNO 70                                               | 1983–1988 | 4 Zylinder Ottomotor                        | OHC             | 136B2.000                                                        | 1301          | 68 PS (50 kW) bei 5700     | 103 bei 3000              | 9,5:1       | 11,5           | 160         | 7,35 Super                        | 30/32DMTR90/250 C30/32CIC/1                                                                                              | UKZ/TZ-I        | 750              | 4,50 B x 13 H1 155/70 SR 13                      |
| UNO 70 S                                             | 1985–1989 | 4 Zylinder Ottomotor                        | OHC             | 136B2.000                                                        | 1301          | 68 PS (50 kW) bei 5700     | 103 bei 3000              | 9,5:1       | 11,5           | 167         | 7,05 Super                        | 30/32DMTR90/250 C30/32CIC/1                                                                                              | UKZ/TZ-I        | 780              | 4,50 B x 13 H1 165/65 R 13                       |
| UNO 75 i.e. Kat UNO 75 S i.e. Kat UNO 75 SX i.e. Kat | 1986–1989 | 4 Zylinder Ottomotor                        | OHC             | 138C2.046 (bis 01.87) 138C2.048 (bis 08.87) 149C1.000 (ab 09.87) | 1489          | 75 PS (55 kW) bei 5500     | 113 bei 3000              | 9,5:1       | 11,5           | 172         | 7,70 Normal                       | Mehrpunkt-Saugrohreinspritzung (bis 08.87) Bosch L-Jetronic Einpunkt-Saugrohreinspritzung (ab 09.87) Bosch Mono-Jetronic | VEZ/TZ-I        | 830              | 4,50 B x 13 H1 155/70 R 13 165/65 R 13 (beim SX) |
| UNO Turbo I.E.                                       | 1987–1987 | Vierzylinderottomotor mit Abgasturbolader   | OHC             | 146A2.000                                                        | 1283          | 105 PS (77 kW) bei 5750    | 147 bei 3200              | 7,8:1       | 8,3            | 200         | 8,25 Super                        | Bosch LE2-Jetronic | VEZ             | 845              | 5,50 J x 13 H2 175/60 HR 13                      |
| UNO Turbo I.E. Kat                                   | 1987–1989 | Vierzylinderottomotor mit Abgasturbolader   | OHC             | 146A2.146 (U-Kat) 146A2.246 (G-Kat)                              | 1301          | 100 PS (74 kW) bei 6000    | 142 bei 3500              | 7,8:1       | 8,3            | 190         | 8,50 Super                        | Bosch LE2-Jetronic (U-Kat) Bosch LU2-Jetronic (G-Kat)                                                                    | VEZ             | 845              | 5,50 J x 13 H2 175/60 HR 13                      |
| UNO Diesel UNO Diesel Super                          | 1984–1986 | Vierzylinderdieselmotor                     | OHC             | 127A5.000                                                        | 1301          | 46 PS (33 kW) bei 5000     | 74,5 bei 3000             | 20:1        | 20,6           | 140         | 6,40 Diesel                       | Verteilereinspritzpumpe                                                                                                  | Nicht vorhanden | 810              | 4,50 B x 13 H1 155/70 SR 13                      |
| UNO 60 D                                             | 1986–1989 | Vierzylinderdieselmotor                     | OHC             | 149B3.000                                                        | 1677          | 60 PS (44 kW) bei 4500     | 103 bei 3000              | 20,5:1      | 14,5           | 155         | 5,55 Diesel                       | Verteilereinspritzpumpe                                                                                                  | Nicht vorhanden | 860              | 4,50 B x 13 H1 155/70 SR 13                      |
| UNO 70 Turbo D                                       | 1986–1989 | Vierzylinderdieselmotor mit Abgasturbolader | OHC             | 56A2.0046                                                        | 1367          | 72 PS (52 kW) bei 4800     | 128 bei 3000              | 20:1        | 12,4           | 168         | 6,50 Diesel                       | Verteilereinspritzpumpe                                                                                                  | Nicht vorhanden | 925              | 5,50 J x 13 H2 175/60 HR 13                      |

Erläuterungen:
UKZ = Unterbrechergesteuerte Spulenzündung
TZ-I = Transistor-Zündung mit Induktionsgeber
VEZ = Vollelektronische Zündung Digiplex/Microplex
Uno-MK1-Versionen (1983–89)
| Modell         | Anzahl der Türen  | Hubraum (cm³) | Getriebe  |
| UNO 45         | 3 (danach auch 5) | 903/999       | 4/5 Gang  |
| UNO 45 S       | 3                 | 903/999       | 5 Gang    |
| UNO ES         | 3                 | 903           | 5 Gang    |
| UNO 55         | 5                 | 1116          | 4 Gang    |
| UNO 55 S       | 3 / 5             | 1116          | 5 Gang    |
| UNO 70 S       | 3                 | 1301          | 5 Gang    |
| UNO 70 S matic | 3 / 5             | 1301          | Automatik |
| UNO 75 SX      | 3 / 5             | 1489          | 5 Gang    |
| UNO Diesel     | 3                 | 1301          | 5 Gang    |
| UNO Diesel S   | 5                 | 1301          | 5 Gang    |

### Uno MK2 Motoren (1989–95)
| Modell                                                              | Verfügbar | Motor                                           | Ventilsteuerung | Motorcode                     | Hubraum (cm³) | Leistung (kW/PS bei 1/min) | Drehmoment (Nm bei 1/min) | Verdichtung | 0–100 km/h (s) | Vmax (km/h) | Verbrauch (l/100 km) Durchschnitt | Gemischbildungssystem (Vergaser Weber/ Vergaser Solex) | Zünd- anlage    | Leergewicht (kg) | Felgen/ Reifen               |
| ------------------------------------------------------------------- | --------- | ----------------------------------------------- | --------------- | ----------------------------- | ------------- | -------------------------- | ------------------------- | ----------- | -------------- | ----------- | --------------------------------- | ------------------------------------------------------ | --------------- | ---------------- | ---------------------------- |
| UNO 45 FIRE (Ohne Kat)                                              | 1989–1991 | Vierzylinderottomotor                           | OHC             | 156A2.100                     | 999           | 44 PS (32 kW) bei 5000     | 76 bei 2750               | 9:1         | 17,8           | 143         | 6,10 Normal                       | 32TLF                                                  | TZ-I            | 740              | 4,50 B x 13 H1 155/70 R 13   |
| UNO 1.0 i.e. UNO 1.0 S i.e. UNO 45 i.e. Kat UNO 45 S i.e. Kat       | 1989–1995 | Vierzylinderottomotor                           | OHC             | 156A2.246                     | 999           | 45 PS (33 kW) bei 5250     | 74 bei 3250               | 9,8:1       | 17,7           | 145         | 6,55 Super                        | Mono-Jetronic (SPI)                                    | TZ-I            | 755 770 (bei S)  | 4,50 B x 13 H1 155/70 R 13   |
| UNO 1.1 i.e. UNO 1.1 S i.e.                                         | 1991–1995 | Vierzylinderottomotor                           | OHC             | 160A3.000 156C.046            | 1108          | 50 PS (37 KW) bei 5250     | 84 bei 3000               | 9,6:1       | 16,1           | 152         | 7,00 Super                        | Mono-Jetronic (SPI)                                    | TZ-I            | 775              | 4,50 B x 13 H1 155/70 R 13   |
| UNO 1.4 i.e. UNO 1.4 i.e. S UNO 70 i.e. Kat                         | 1989–1995 | Vierzylinderottomotor                           | OHC             | 146C1.000 160A1.046           | 1372          | 70 PS (51 KW) bei 6000     | 106 bei 3000              | 9,2:1       | 12,4           | 165         | 8,30 Super                        | Mono-Jetronic (SPI)                                    | VEZ             | 820              | 4,50 B x 13 H1 155/70 R 13   |
| UNO 1.5 S i.e. UNO 1.5 SX i.e. UNO 75 S i.e. Kat UNO 75 SX i.e. Kat | 1989–1995 | Vierzylinderottomotor                           | OHC             | 149C1.000                     | 1499          | 75 PS (55 kW) bei 5600     | 113 bei 3000              | 9,2:1       | 11,2           | 171         | 7,70 Super                        | Saugrohreinspritzung                                   | VEZ/TZ-I        | 850              | 4,50 B x 13 H1 155/70 R 13   |
| UNO 60 Selecta                                                      | 1992–1995 | Vierzylinderottomotor                           | OHC             | 149C0.076                     | 1108          | 58 PS (43 KW) bei 5250     | 86 bei 3000               | 9,6:1       | 15,5           | 148         | 7,40 Super                        | Mono-Jetronic (SPI)                                    | TZ-I            | 750              | 4,50 B x 13 H1 155/70 R 13   |
| UNO 70 Selecta                                                      | 1991–1995 | Vierzylinderottomotor                           | OHC             | 149C1.000                     | 1499          | 75 PS (55 kW) bei 5600     | 113 bei 3000              | 9,2:1       | 13             | 163         | 8,30 Super                        | Mono-Jetronic (SPI)                                    | VEZ/TZ-I        | 875              | 4,50 B x 13 H1 165/65 R 13   |
| UNO Turbo i.e. Kat                                                  | 1989–1991 | Vierzylinderottomotor mit Abgasturboaufladung   | OHC             | 146A2.246                     | 1301          | 100 PS (74 kW) bei 6000    | 142 bei 3000              | 7,8:1       | 8,50           | 192         | 8,90 Super                        | LU2-Jetronic                                           | VEZ             | 942              | 5,50 J x 13 H2 175/60 R 13 H |
| Uno Turbo i.e. Racing                                               | 1991–1995 | Vierzylinderottomotor mit Abgasturboaufladung   | OHC             | 146A8.000 146A8.046           | 1372          | 112 PS (82 KW) bei 6000    | 161 bei 3500              | 7,8:1       | 8,4            | 200         | 9,10 Super                        | LE3.2-Jetronic                                         | VEZ             | 940              | 5,50 J x 13 H2 175/60 R 13 H |
| UNO DS                                                              | 1990–1995 | Vierzylinderdieselmotor                         | OHC             | 146B2.000 156A2.000 149B4.046 | 1698          | 58 PS (42 kW) bei 4600     | 98 bei 2900               | 20,5:1      | 15,9           | 155         | 5,40 Diesel                       | Bosch-Verteilereinspritzpumpe VER 256                  | Nicht vorhanden | 885              | 4,50 B x 13 H1 155/70 R 13   |
| UNO Turbo D                                                         | 1991–1995 | Vierzylinderdieselmotor mit Abgasturboaufladung | OHC             | 56A2.0046                     | 1367          | 72 PS (52 kW) bei 4800     | 128 bei 3000              | 20:1        | 12,4           | 168         | 6,90 Diesel                       | Bosch-Verteilereinspritzpumpe VE-R349                  | Nicht vorhanden | 924              | 4,50 B x 13 H1 155/70 R 13   |

Erläuterungen:
OHC (Over Head Camshaft): obenliegende Nockenwelle
SPI (Single-Point-Injektione): Bosch Mono-Jetronic mit einer Einspritzdüse
TZ-I = Transistor-Zündung mit Induktionsgeber
VEZ = Vollelektronische Zündung Digiplex/Microplex
Uno-MK2-Versionen (1989–1995)
| Modell                    | Versionen | Hubraum (cm³) | Leistung (PS) | Anzahl der Türen |
| ------------------------- | --- | ------------- | ------------- | --- |
| Uno Sting                 | Ersetzt durch Uno Trend ab März 1990                                                                            | 903           | 45 PS         | 3 Türen |
| Uno 45 Trend              | Ersetzt durch Uno FIRE                                                                                          | 903           | 45 PS         | 3 Türen |
| Uno 45 Trend              | Ersetzt durch Uno FIRE                                                                                          | 994           | 44 PS         | 5 Türen |
| Uno 60 Trend              | Erschienen im September 1990                                                                                    | 1116          | 58 PS         | 5 Türen |
| Uno 45 (oder 1.0 i.e.)    | | 999           | 45 PS         | Basis (1989–1992) Europa 44 PS (1989–1991) eS (3 und 5 Türen, ab September 1990) und SX (nur 3 Türen, bis Ende 1991) |
| Uno 60 (oder 1.1 i.e.)    | | 1108          | 57 PS         | Basis (1990–1992) und S (3 und 5 Türen) und SX (nur 5 Türen)                                                         |
| Uno 70 i.e.               | | 1372          | 71 PS         | S (nur 5 Türen bis August 1991) und SX (3 und 5 Türen)                                                               |
| Uno Turbo i.e. Racing     | | 1372          | 116 PS        | 3 Türen |
| Uno Turbo i.e.            | Produziert von 1989 bis August 1991                                                                             | 1372          | 116 PS        | 3 Türen |
| Uno Turbo i.e. Racing Kat | Vertrieben ab April 1992                                                                                        | 1372          | 111 PS        | 3 Türen |
| Uno 1.5 i.e.              | Nur als SX erhältlich von März 1990 bis April 1992                                                              | 1498          | 75 PS         | SX 5 Türen |
| Uno D                     | Produziert von 1989 bis 1992                                                                                    | 1301          | 45 PS         | Basis (3 und 5 Türen) und S (nur 5 Türen)                                                                            |
| Uno 60D (später 1.7D Eco) | Katalysiert ab Mai 1992                                                                                         | 1697          | 60 PS         | Basismodell (3 und 5 Türen) und S (nur 5 Türen, katalysiert, bis August 1994)                                        |
| Uno 1.9D                  | Ersetzt den vorherigen 60D nur auf Auslandsmärkten                                                              | 1929          | 65 PS         | Basismodell (3 und 5 Türen) und S (nur 5 Türen)                                                                      |
| Uno Turbo D               | | 1367          | 71 PS         | Turbo D Ausstattung (3 und 5 Türen, produziert bis Juni 1994)                                                        |
| Uno 60 CS                 | Der in Italien importierte brasilianische Uno ab Januar 1988 bis April 1990                                     | 1116          | 60 PS         | 3 Türen |
| Uno 60 CS 90              | Identisch mit Uno CS. Importiert von Mai 1990 bis August 1992                                                   | 1116          | 60 PS         | 3 Türen |
| Uno Hobby                 | Dachträger, Schiebedach und spezielle Innenausstattung                                                          | 999           | 45 PS         | 3 Türen, produziert von April 1992 bis August 1994                                                                   |
| Uno FIRE                  | Ersetzt die Basismodelle, produziert von Januar 1992 bis August 1994                                            | 999           | 45 PS         | 3 und 5 Türen |
| Uno 45 Rap                | Basismodell mit Schiebedach und lackierten Stoßstangen, ersetzt durch Uno Rap Up                                | 999           | 45 PS         | 3 Türen, produziert von Juni 1991 bis August 1992                                                                    |
| Uno Rap Up                | S Ausstattung mit Schiebedach und lackierten Stoßstangen, produziert von Juni 1992 bis Juni 1994                | 999           | 45 PS         | 3 und 5 Türen |
| Uno Selecta               | Produziert von 1989 bis 1992                                                                                    | 1116          | 58 PS         | 3 und 5 Türen |
| Uno Suite                 | Optional mit Klimaanlage und Lederausstattung. Basierend auf dem SX und produziert von Mai 1992 bis August 1994 | 1372          | 69 PS         | 3 und 5 Türen |
| Uno Start                 | Basismodell der 1994–1995 Reihe. Ersetzt 1.1 i.e. und 1.7 D Eco Base und Uno Fire                               | 994           | 48 PS         | 3 und 5 Türen |
| Uno Conditionair          | 1994–1995 Reihe; Serienmäßige Klimaanlage. Basierend auf Uno 1.4 i.e. S, der sie ersetzt                        | 1372          | 69 PS         | 3 und 5 Türen |
| Uno 1.1 i.e.              | Ergänzt und ersetzt Uno 60 und wird von Punto 55 und 60 abgelöst                                                | 1108          | 50 PS         | Basismodell (Juni 1991 bis Dezember 1993) und S (Juni 1991 bis Juni 1994), 3 und 5 Türen, SX nur 5 Türen             |
| Uno 1.4 i.e.              | Ersetzt Uno 70 i.e. und wird von Punto 75 abgelöst                                                              | 1372          | 69 PS         | 3 und 5 Türen auf Basis, S, SX. 3 Türen auf Eco Formula                                                              |
| Uno 1.5 i.e. Selecta      | Ersetzt Uno 75 i.e. SX und 70 i.e. Selecta. Produziert von Mai 1992 bis Juni 1994                               | 1498          | 75 PS         | 3 und 5 Türen (Selecta)                                                                                              |
| Uno 899 i.e.              | Produziert in Polen bis 2001                                                                                    | 899           | 40 PS         | 3 und 5 Türen |

## Füllmengen und Technische Daten

### Zündkerzen
| Modell                                                 | Magneti Marelli | Bosch     | Beru             | Champion   | EA (mm) |
| ------------------------------------------------------ | --------------- | --------- | ---------------- | ---------- | ------- |
| UNO 45 (bis 5.85) 45 ES (bis 7.85) 55/Super, 60, 70/SX | CW 7 LPR        | WR 7 DC   | 14 R 7 DU UX79   | RN 9 YC    | 0,7–0,8 |
| UNO 45 (seit 6/85 ohne Kat.)                           | F 7 LCR         | FR 7 DC   | 14 FR 7 DU UXF79 | RN 9 YC    | 0,7–0,8 |
| UNO 45 i.e. Kat                                        | F 7 LCR         | WR 7 DC   | 14 FR 7 DU UXF79 | RN 9 YC    | 0,6–0,8 |
| UNO 1.0 i.e.                                           | 7 LCR           | FR 7 DC   | 14 FR 7 DU       | RN 9 YC    | 0,8–0,9 |
| UNO 1,4 i.e. (70 PS)                                   | FR 6 DTC        | 14 R 7 DU | RN 9 YC          | 0,7–0,8    |         |
| UNO 75 i.e. UNO 1.5 i.e. UNO Selecta                   | 7 LCR           | WR 7 DC   | 14 R 7 DU UX79   | RN 9 YC    | 0,6–0,7 |
| UNO Turbo i.e. 105 PS ohne Kat.                        |                 | FR 6 DTC  |                  | RN 7 YC    | 0,6–0,8 |
| UNO Turbo i.e. 100 PS Kat.                             |                 | WR 5 CC   |                  | RC 7 BYC 4 | 0,7–0,8 |
| UNO Turbo i.e. 112 PS Kat.                             |                 |           |                  | RC 7 BYC 4 | 0,8–1,0 |

Erläuterungen:
EA = Elektrodenabstand

### Kühlmittelmenge
| Motor                                    | Füllmenge |
| ---------------------------------------- | --------- |
| 44–50 PS (Ottomotor)                     | 4,6 Liter |
| 55–68 PS / 75 PS (Ottomotor)             | 6,2 Liter |
| 70 PS / 100 und 105 PS Turbo (Ottomotor) | 6,2 Liter |
| 112 PS Turbo (Ottomotor)                 | 7,7 Liter |
| 45–58 PS (Diesel)                        | 8,0 Liter |

### Glühlampen
| Lampe                                                                                     | Abbildung | DIN- Bezeichnung | Leistung   |
| Fern- und Abblendlicht                                                                    |           | Bilux            | 40/45 Watt |
| Fern- und Abblendlicht (Halogen)                                                          |           | H4               | 55/60 Watt |
| Nebelscheinwerfer                                                                         |           | H3               | 55 Watt    |
| Standlicht vorn Seitliche Blinker Kennzeichenleuchte Kofferraumbeleuchtung (UNO Turbo II) |           | W5W              | 5 Watt     |
| Blinkleuchte vorn und hinten Bremsleuchte Rückfahrleuchten Nebelschlussleuchte            |           | P21W             | 21 Watt    |
| Standlicht hinten                                                                         |           | R5W              | 5 Watt     |
| Innenleuchte                                                                              |           | Soffitte         | 5 Watt     |
| Instrumentenleuchte                                                                       |           | W 2x4,6 d        | 1,2 Watt   |

## Modellgeschichte

### Uno MK1 (Erste Serie)
- März 1983: Neueinführung des Fiat Uno als Nachfolger des Fiat 127, lieferbar mit drei oder fünf Türen, Vierzylinder-Motoren ab 32 kW (44 PS)
- Ende 1983: Der Uno wird zum Auto des Jahres 1984 gekürt.
- April 1985: sportliches Spitzenmodell Uno Turbo i. e., 1,3-Liter-Vierzylinder-Motor mit Abgasturbolader und 77 kW (105 PS)
- Juli 1985: Das Sondermodell „Sting“, welches ausschließlich für den kleinen 903 cm³ gab.
- Januar 1986: Uno 75 S i. e. mit 1,5 Liter mit 55 kW (75 PS), geregelter Katalysator, zunächst mit einer Mehrpunkteinspritzung von Magneti Marelli, ab Modelljahr 1989 wegen technischer Probleme auf Einpunkteinspritzung von Bosch umgestellt.
- März 1986: Uno 45 Fire mit 1,0 Liter-Motor und 32 kW (44 PS), schadstoffarm nach damaliger Stufe C
- Oktober 1986: Uno 60 Diesel mit 1,7-Liter-Dieselmotor und 44 kW (60 PS)
- Januar 1987: Geregelter Katalysator für den Uno Turbo i. e. mit 74 kW (101 PS)
- September 1987: Sondermodell Elba mit 1,0 Liter-Fire-Motor oder 1,5 Liter-Motor.
- März 1988: Sondermodell Adria, unter anderem mit serienmäßigen Ausstellfenstern hinten (Zweitürer), in Wagenfarbe lackiertem Kühlergrill und Außenspiegeln. Motorisierung wie beim Sondermodell Elba
- April 1988: Zusätzlich im Angebot Uno 45 S i. e. mit 1,0 Liter und 33 kW (45 PS) und geregeltem Katalysator
- Februar 1989: Sondermodelle SG und Scala
- Juni 1989: Sondermodell Smart (nur in Italien)

### Uno MK2 (Zweite Serie)
- August 1989: Facelift für den Uno. Flachere Scheinwerfer, neuer Kühlergrill, neue Front- und Heckpartie, überarbeitete Innenausstattung mit neuem Cockpit
- Oktober 1989: Uno 75 i. e. mit 1,5 Liter und 55 kW (75 PS), geregelter Katalysator

Neue Turbo-Version mit 74 kW (101 PS), mit Spoilern, Leichtmetallfelgen und spezieller Innenausstattung
- April 1990: Uno DS mit 1,7 Liter-Dieselmotor mit 42 kW (57 PS)
- September 1990: Uno 1.4 i. e. mit 1,4 Liter und 51 kW (69 PS) als zusätzliche Version
- 1990 bis 1992: Sondermodell Uno 1.3 Formula in schwarz/anthrazit mit elektrischen Fensterhebern, Glasschiebe/-Hubdach, Zentralverriegelung und rotem Schriftzug auf den Türen
- Februar 1991: Uno Selecta mit 1,5 Liter und 55 kW (75 PS) mit stufenlosem Automatikgetriebe
- April 1991: Uno 1.1 i. e. mit 1,1 Liter und 37 kW (50 PS)
- Juli 1991: Turbo-Version überarbeitet, nun als UNO Turbo Racing mit 1,4 Liter mit 82 kW (111 PS)

Sondermodell Amica: u. a. serienmäßig mit zusätzlichen Halogenscheinwerfern, Wärmeschutzverglasung, geänderter Innenausstattung sowie in Wagenfarbe lackierten Außenspiegeln und Stoßfängern. Motorisierung: 1,0-Liter-Fire mit 33 kW (45 PS) und 1,4-Liter-Motor mit 51 kW (69 PS). Farben: Schneeweiß, Schwarz, Meerblau metallic, Grigio metallic
- September 1991: Sondermodell Crazy mit Dekorset, Stereoanlage und Radvollblenden. Motor: 1,0-Liter-Fire mit 33 kW (45 PS)
- März 1992: Sondermodelle Pink und Verde: mit Wärmeschutzverglasung und Innenausstattung in pink oder grün

Sondermodell Primavera: mit spezieller Innenausstattung in rot oder grün/blau. Acht Außenfarben wählbar
Sondermodell Top Class: u. a. serienmäßig mit Metalliclackierung, Lederausstattung, Zentralverriegelung sowie elektrischen Fensterhebern vorne
- August 1992: Sondermodell Eleganza mit Metallic-Lack und Glas-Ausstelldach; Motorisierung: 1,1-Liter mit 37 kW (50 PS) und 1,4-Liter mit 51 kW (69 PS)
- 1993: Sondermodell Formula; Turbo-Look mit 1,4 Liter und 70 PS, mit elektrischen Fensterhebern, Alufelgen, Teilledersitzen
- Januar 1993: Sondermodell Start mit Radvollblenden und speziellen Sitzbezügen
- März 1993: Sondermodell Hobby mit schwarzer Dachreling, Sitzen in „Schottenkaro“ sowie Glas-Ausstelldach und geteilt umklappbarer Rücksitzbank

Sondermodell Suite mit Metallic-Lackierung, Nebelscheinwerfern, Ledersitzen und Lederlenkrad
- September 1993: Fiat Punto als Nachfolgemodell eingeführt
- Oktober 1995: Produktion des Uno in Italien eingestellt

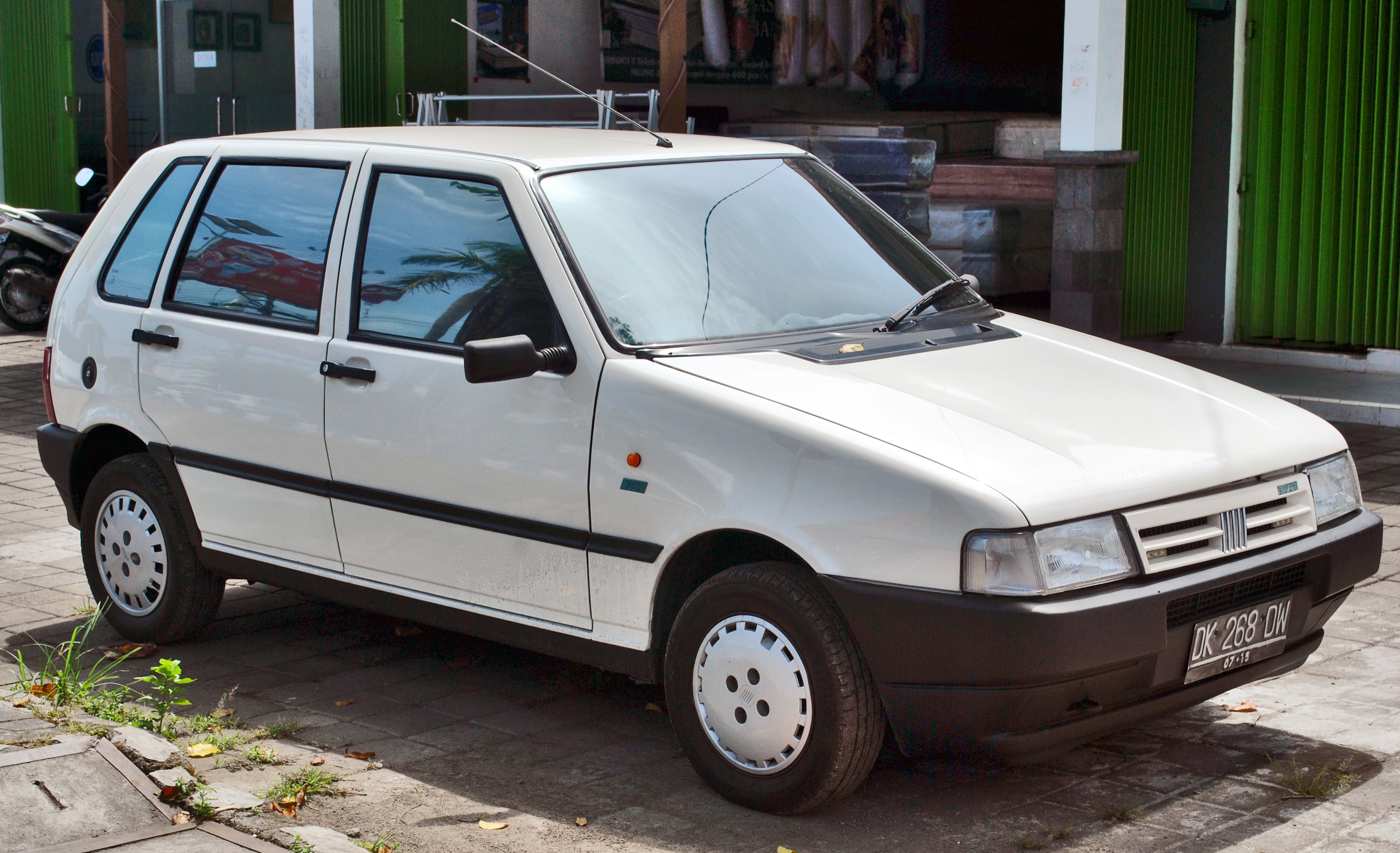
Fiat Uno (1989–1995)
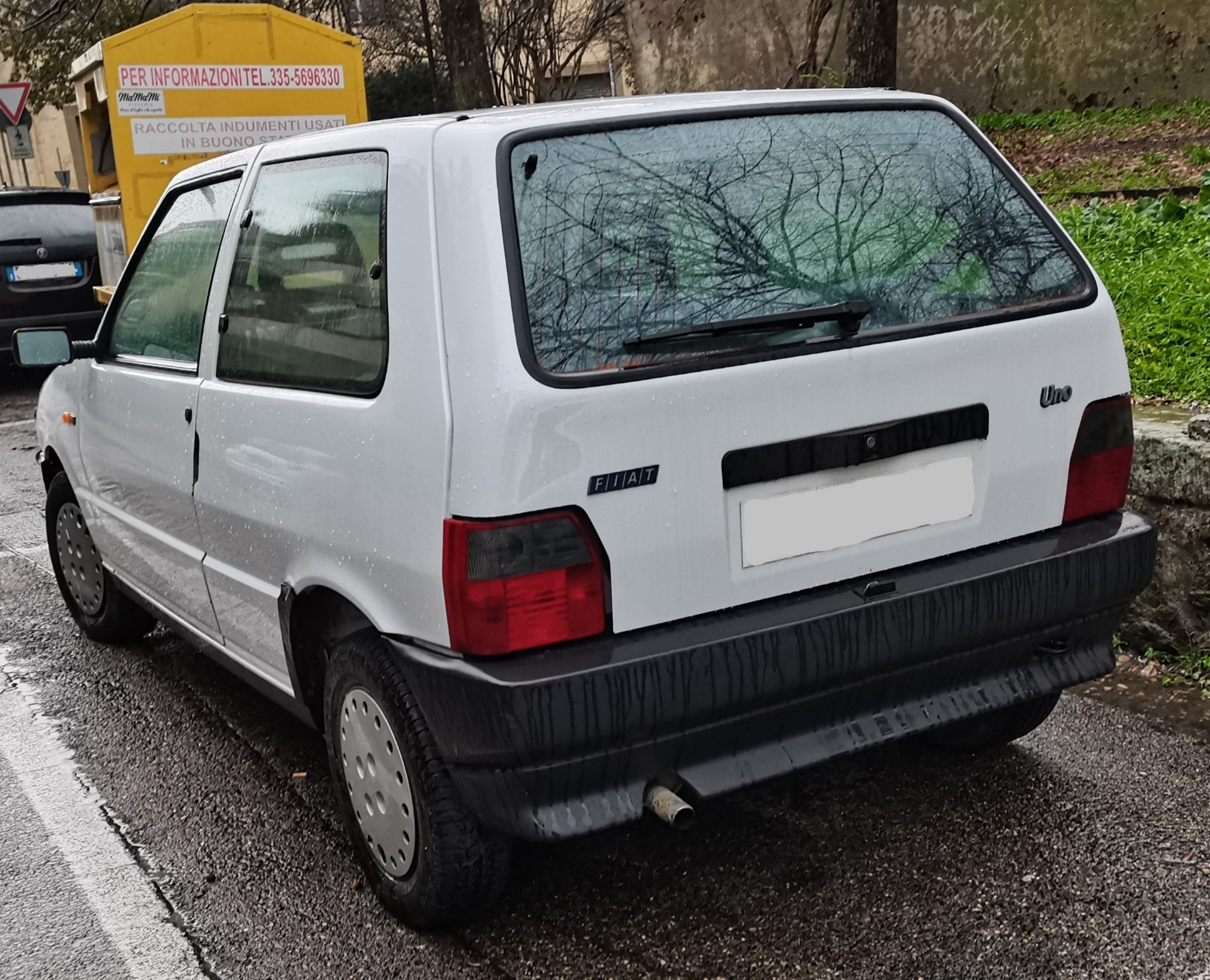
Fiat Uno (1989–1995)
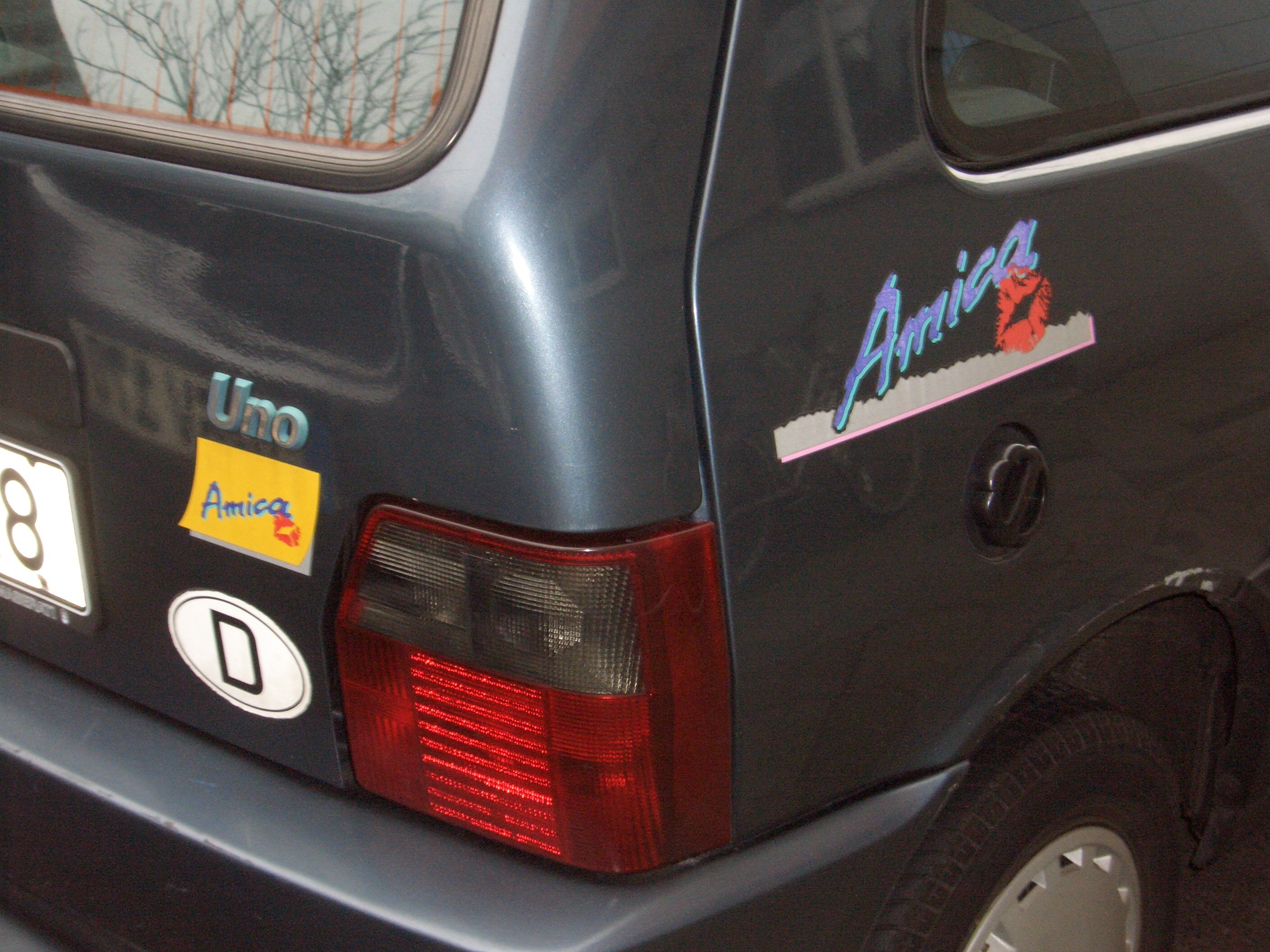
Schriftzug des Sondermodells AMICA
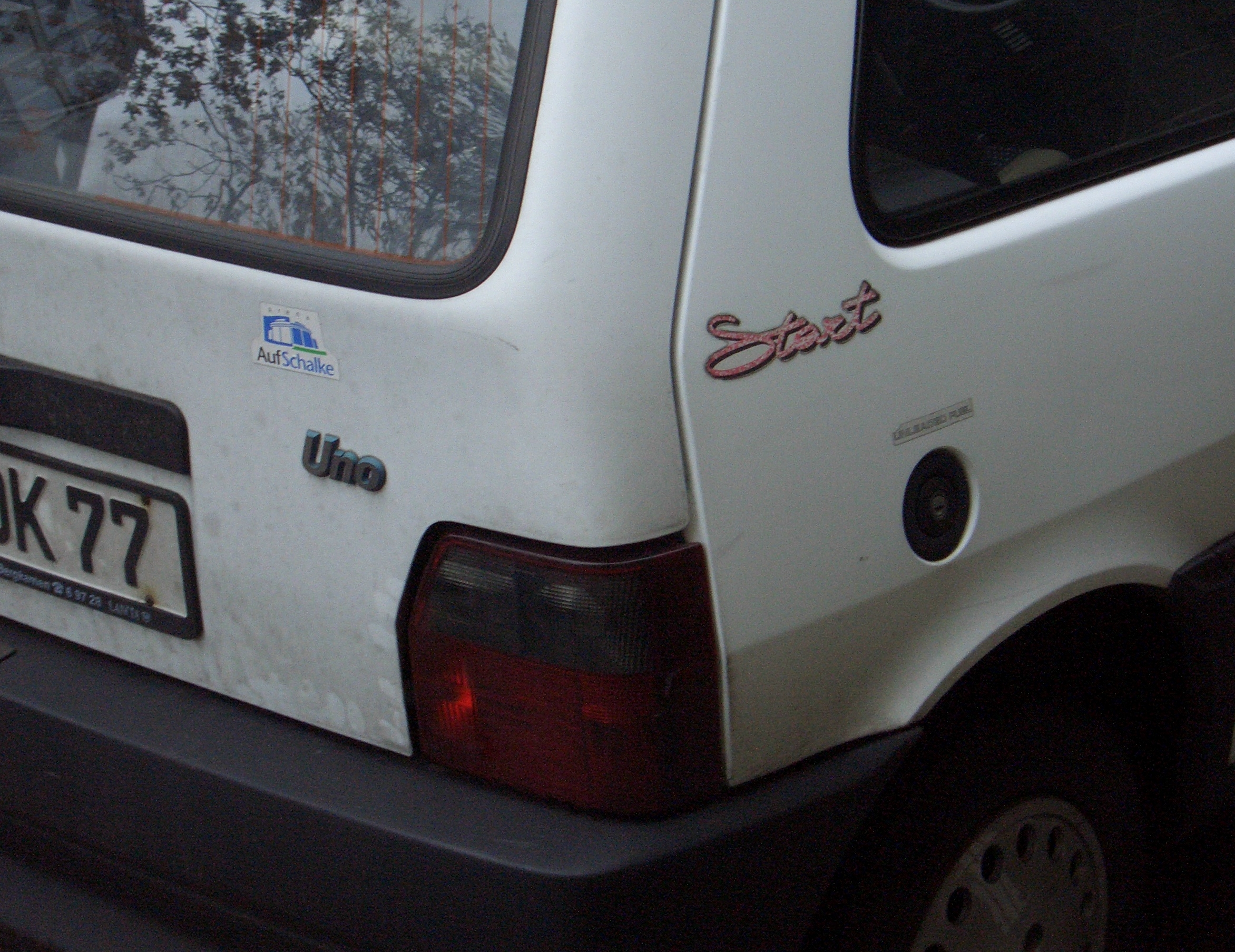
Schriftzug des Sondermodells START
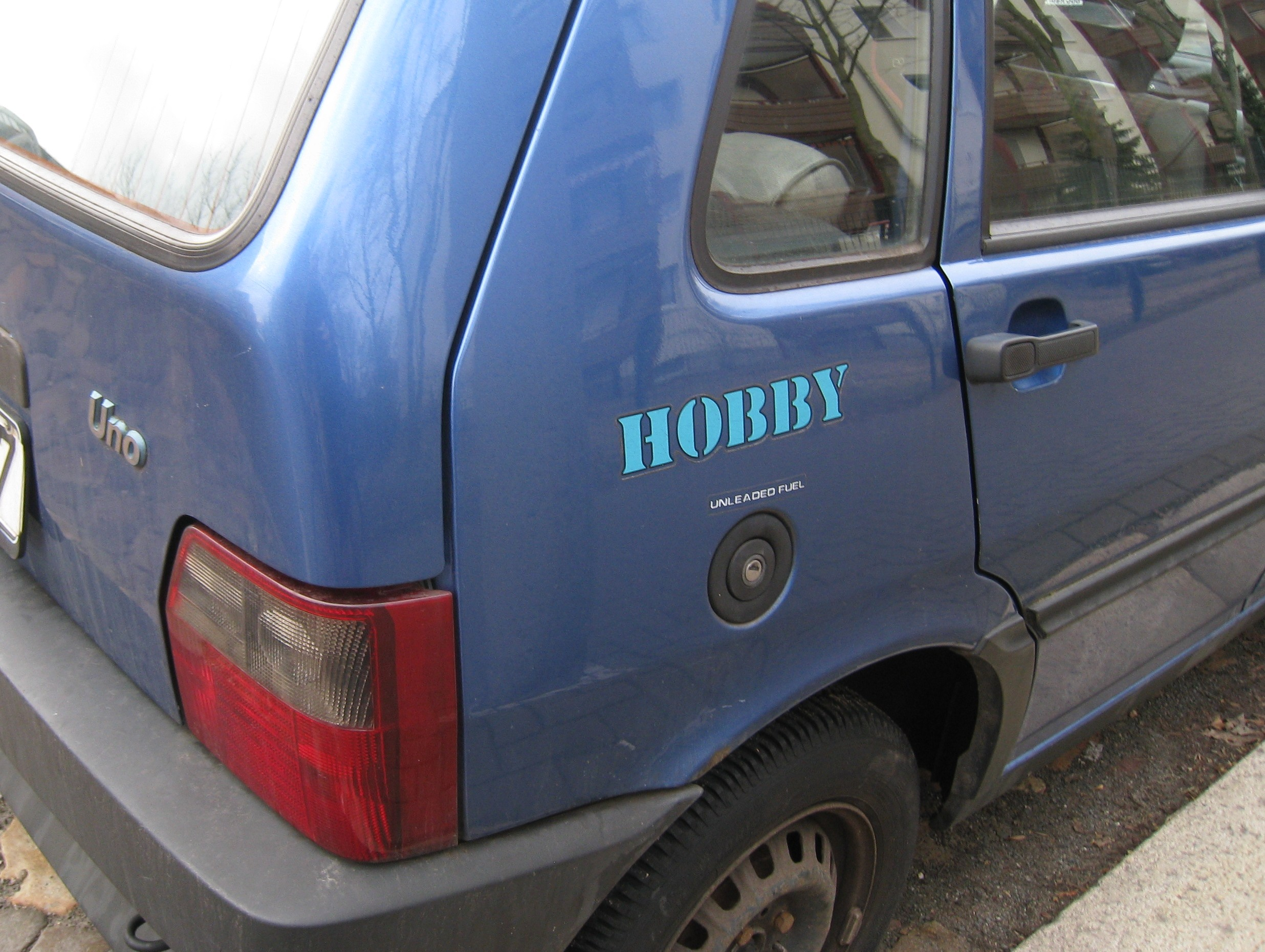
Schriftzug des Sondermodells HOBBY

### Innocenti Mille/Fiat Mille/Fiat Uno außerhalb von Europa 1989–2014
| Land        | Vertriebszeitraum | Name | |
| ----------- | ----------------- | --- | --- |
| Italien     | 1994–1997         | Innocenti Mille, von November 1995 bis November 1997 aus polnischer Produktion als Innocenti Mille Clip. | Uno CS mit 994 cm³, 35 kW / 48 PS mit drei oder fünf Türen |
| Argentinien | 1989–2000         | Fiat Premio, Fiat Elba (Kombis), Fiat Penny (Kastenwagen)                                                | Schon seit 1985 wurde im Werk Córdoba (Argentinien) eine Limousine auf Basis des Uno der Fiat Duna von Sevel Argentina produziert. In Argentinien und Brasilien hieß dieses Modell jedoch Fiat Premio. Ab 1989 kam nun der dreitürige Fiat Uno für Südamerika hinzu. Als Motoren standen Ottomotoren mit 1,0 Liter und 38 kW (52 PS) bis 1,6 Liter und 64 kW (87 PS) und ein 1,3-Liter-Dieselmotor mit 33 kW (45 PS) zur Wahl. 1995 wurde die Produktion des Duna/Premio-Kombis (in Argentinien und Brasilien Fiat Elba) sowie des auf dem Kombi basierenden Kastenwagens Fiat Penny von Brasilien nach Argentinien verlagert. 2000 endete dann die Produktion der Modellreihe. Während in Argentinien nun die Nachfolgemodelle Fiat Palio und Fiat Siena gebaut wurden, wanderte die Produktion des Uno nach 179.767 gebauten Einheiten nach Brasilien. |
| Philippinen | 1992–2002         | | Auf den Philippinen schloss Fiat mit dem lokalen Hersteller Francisco Motors ein Joint Venture Namens Italcar Pilipinas Inc. im Jahr 1990. Im Rahmen des Volksautoprogramm der Präsidentin der Philippinen Corazon Aquino, sollte der Fiat Uno von 1992 bis 2000 vor Ort lokal produziert werden. Jedoch war dies für Fiat kein großer Erfolg, denn der Uno war nicht sehr beliebt und die Produktionszahlen fielen bis zum Ende des Vertrages 2000 ständig. |
| Südafrika   | 1990–2013         | | In Südafrika produzierte Nissan den Uno unter Lizenz von 1990 bis 1998. Nachdem Fiat 1998 auf den südafrikanischen Markt zurückgekehrt war, baute Nissan den Uno für Fiat. Kurioserweise stand unter dem Markenzeichen am Heck das Wort unter Lizenz, da ja den Kunden der Uno als Nissan bekannt war. 2006 wurde ein überarbeitetes Modell eingeführt, das nun aus der Produktion in Brasilien stammte und komplett von Fiat vermarktet wurde. Mit der Einstellung der Produktion in Brasilien endete auch der Verkauf in Südafrika. |
| Polen       | 1995–2002         | | Die Produktion im Fiat-Werk in Polen lief von 1995 bis 2002, dabei entstanden 173.382 Einheiten des Uno. Hierbei war der Uno mit Airbag und vielen anderen Neuerungen erhältlich. |
| Indien      | 1996–1998         | | Nachdem 1996 eine Montage mit lokalen indischen Partnern aus angelieferten Teilesätzen (CKD: Completely Knocked Down) missglückt war – nur 617 statt der 30.000 vereinbarten Autos entstanden, schloss Fiat mit Tata Motors einen Vertrag über eine zeitlich begrenzte Zusammenarbeit. Tata Motors sollte 1997 mit 600 eigenen Mitarbeitern im Werk Ranjangaon in Pune Bezirk Maharashtra die bereits gelieferten Teilesätze zusammenbauen, und bei entsprechender Nachfrage sollte eine eigene Produktion für den Uno entstehen. Erfreute sich der Uno bei Markteinführung großer Beliebtheit, führte die verzögerte Lieferung und abnehmendes Interesse der Händler zu einem Rückgang der Bestellungen. Die 1997 von Tata zusammengebauten Unos wurden zum Teil noch bis 1998 abverkauft und danach das Modell wieder vom Markt genommen. |
| Pakistan    | 2001–2004         | | 2001 begann eine CKD-Produktion des Uno durch Raja Motor Co., Ltd. Einzig verfügbarer Motor war ein 1,7-Liter-Dieselmotor. 2004 endeten Produktion und Verkauf wegen Insolvenz des Unternehmens. |
| Marokko     | 1995–2003         | | SOMACA produzierte den Uno von 1995 bis 2003. |
| Brasilien   | 1993–2013         | Uno 1993–2004 / Mille 2005–2013                                                                          | Die ab 1993 gebaute brasilianische Version hatte die Karosserie des Uno MK II, aber die Innenausstattung des MK I. Bei den brasilianischen Modellen war vor allem die Fahrzeugfront geändert. Wie beim Fiorino war die Motorhaube etwas höher, darunter lag das Reserverad. Das Fahrzeugheck entsprach dem des Uno MK 1, bis auf die Hinterachse mit Querblattfeder und Dämpferbeinen, die aus dem Fiat 147 stammte. In Brasilien wurde ab 1993 auch ein Motor mit einem Hubraum von 1580 cm³ und 92 PS, sowie ab 1994 ein Uno Turbo 1.4 (1372 cm³ Hubraum) mit 118 PS angeboten. Neben der fünftürigen Variante des Uno wurde auch bereits seit 1977 der technisch und äußerlich ähnliche Fiat Fiorino und der Kastenwagen Uno Furgao in Brasilien produziert. Wie in Brasilien üblich gab es den Uno auch in Ethanol-Versionen. Ausstattungsvarianten: - Uno Mille Clip 1.0 i. e. (994 cm³, 35 kW / 48 PS)** Uno Mille 1.3 CS, S, SX (1297 cm³, 43 kW / 58 PS) - Uno Mille 1.3 Fire Flex (1242 cm³, 51 kW / 70 PS und 52 kW / 71 PS bei Ethanolbetrieb) - Uno Mille Clip 1.4 i. e. (1372 cm³, 51 kW / 69 PS) - Uno Mille Clip 1.7 D (1697 cm³, 42 kW / 57 PS) Bereits seit 1990 gab es eine Sparversion des Uno als Uno Mille mit 1,0-Liter-Ottomotor mit 32 kW (44 PS). 2000 mit der Einstellung der Produktion des dreitürigem Uno in Argentinien und Verlagerung nach Brasilien hatte der Motor nun 35 kW (48 PS). Ab 2005 entfiel in Brasilien die Bezeichnung Uno. Der nun nur noch als Fiat Mille bezeichnete Uno erhielt eine Überarbeitung mit neuem Armaturenbrett. Lediglich der 1,0 Liter Benzinmotor mit 35 kW (48 PS), wahlweise weiter auch mit Ethanolbetrieb, war erhältlich. Der Mille Furgao und der Fiorino nur mit 1.3-Fire-Flex-Motor. Nach Einführung des Fiat Novo Uno war der Mille der billigste Fiat in Brasilien. Ursprünglich war geplant, den Mille durch eine in der Ausstattung reduzierte Version des Fiat Palio zu ersetzen. Neue Modelle wie der Chevrolet Onix und der Hyundai HB 20 aber zeigten, dass der Fiat Palio selbst durch ein neues Modell ersetzt werden musste. Gleichzeitig erschienen Modelle wie der VW up! oder der Renault Kwid unterhalb des Novo Uno, die Fiat befürchten ließen das Fiat hier Marktanteile verlieren würde. Deshalb entschloss sich Fiat zu einer Neuentwicklung unterhalb des Novo Uno noch vor Produktionsende des Mille. Im Dezember 2013 wurde die Produktion des Mille, Mille Furgao und des Fiorino eingestellt. Der Furgao wird seit 2013 ebenso wie der Fiat Fiorino Furgao auf Basis des Novo Uno produziert. Seit 2016 ersetzt nun der Fiat Mobi den Fiat Mille. |

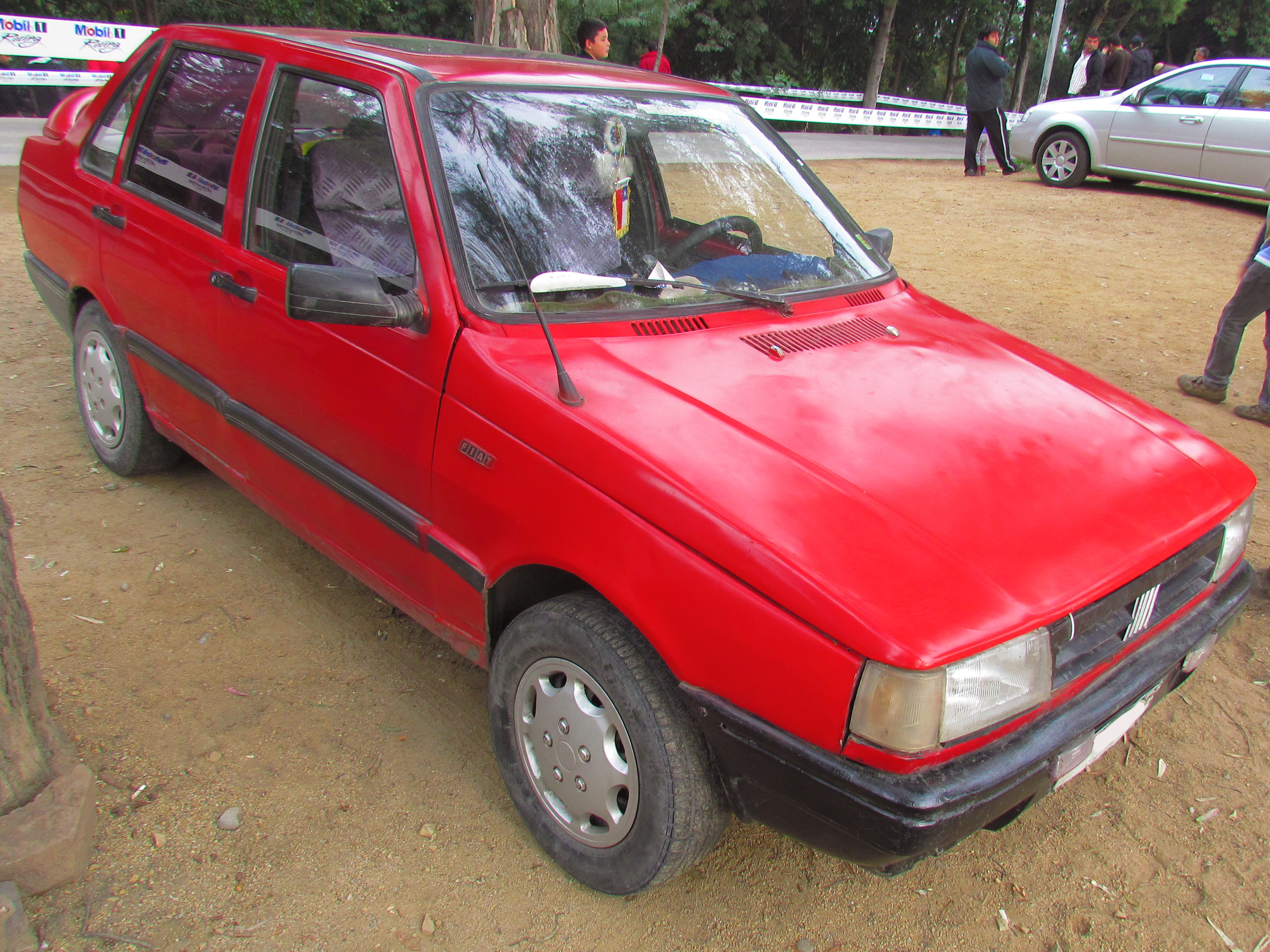
Fiat Premio
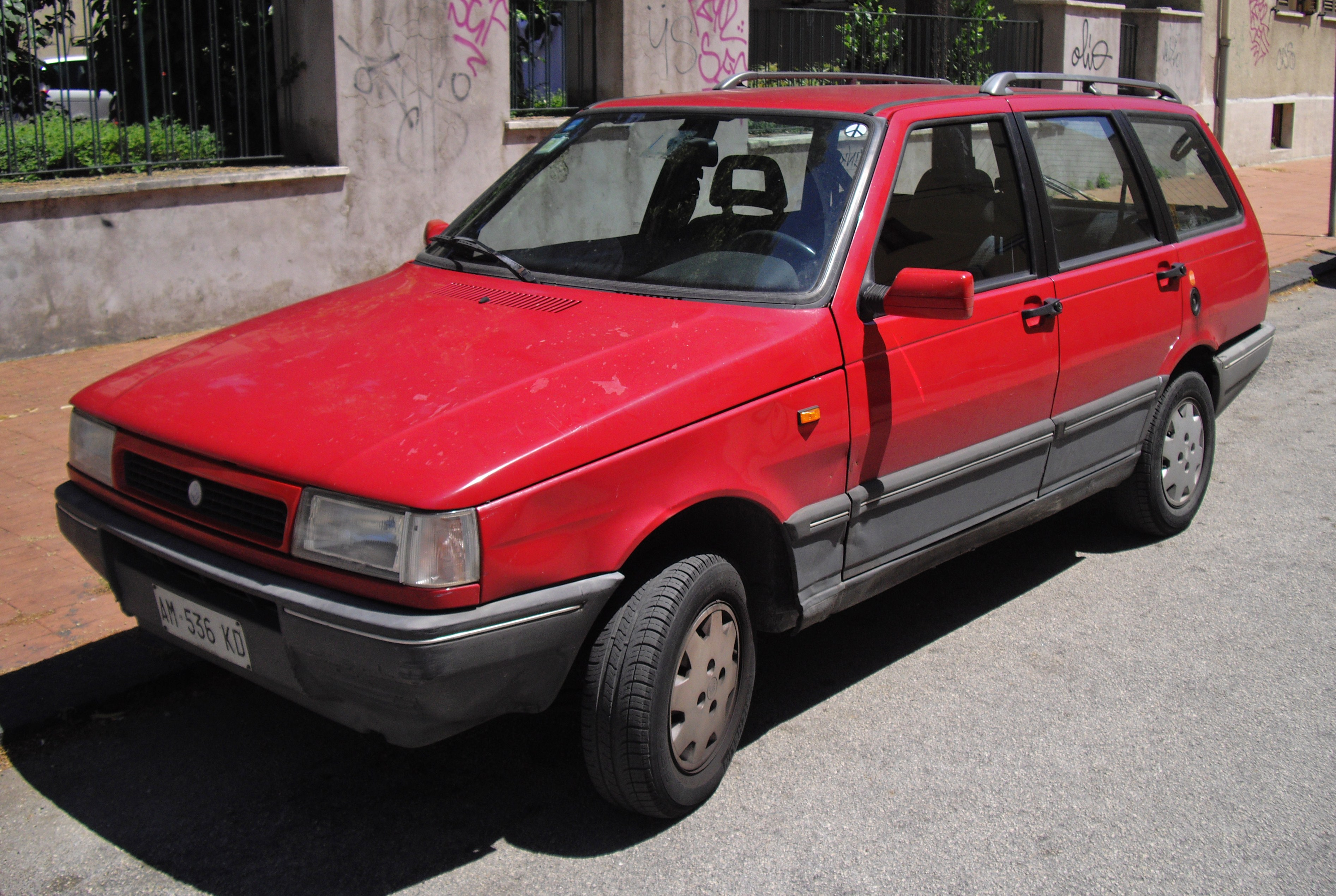
Innocenti Elba
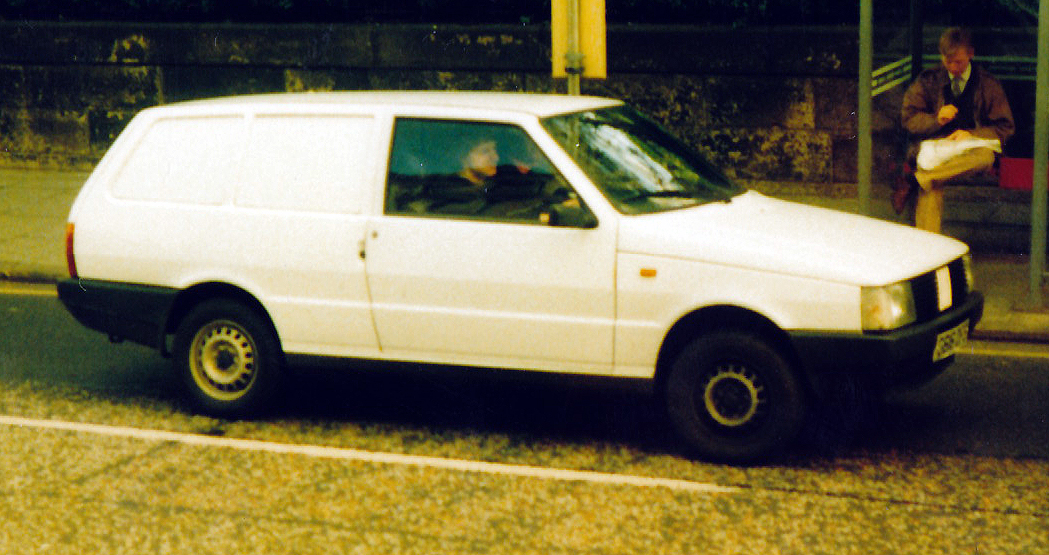
Fiat Penny
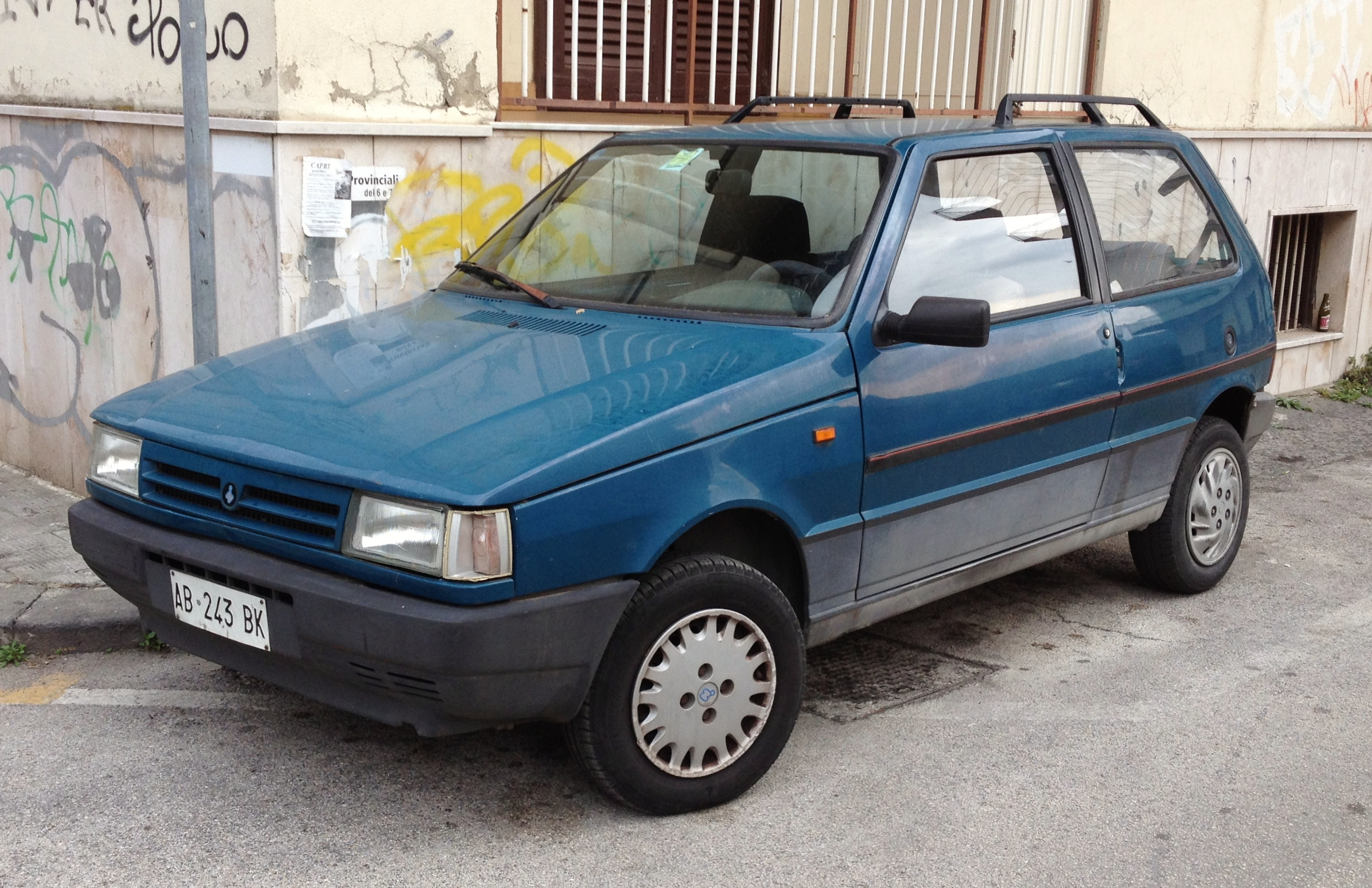
Innocenti Mille
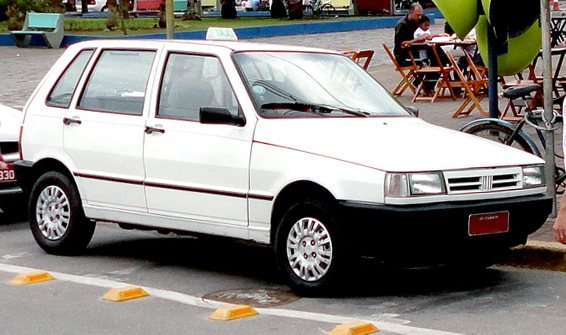
Uno Mille Taxi
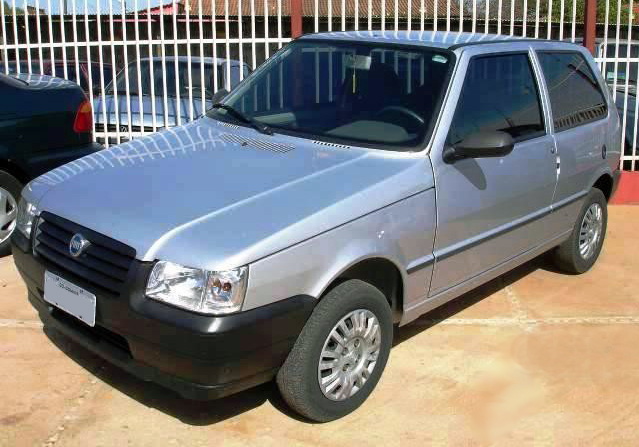
Fiat Mille
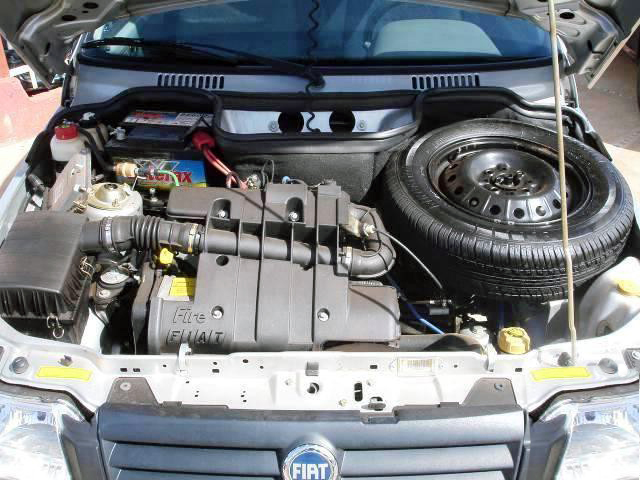
Fiat Mille FIRE Motor
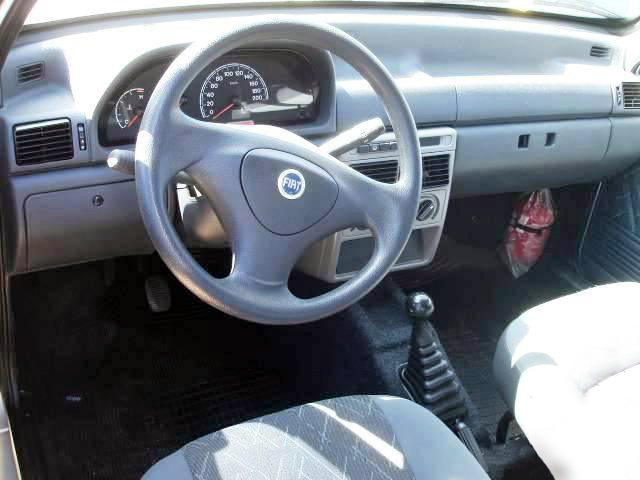
Fiat Mille, Armaturenbrett
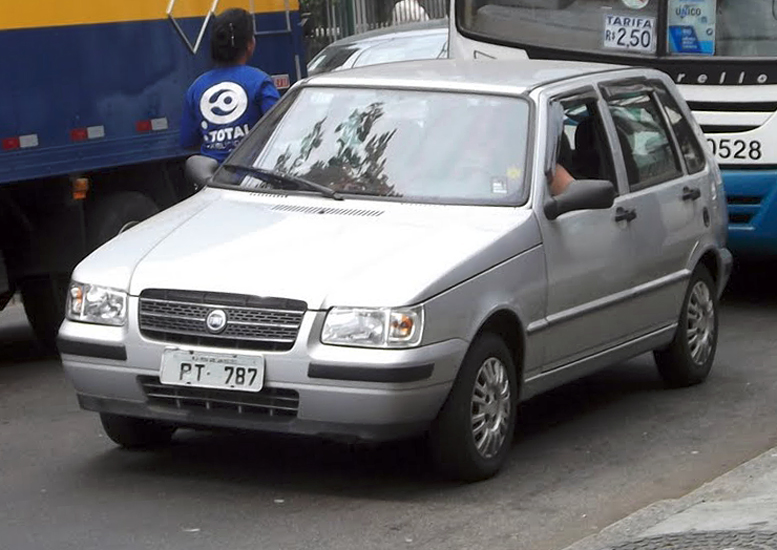
Fiat Mille letzte Version

## Rezeption
Der Designer Otl Aicher hat den Fiat Uno in seinem Buch Kritik am Auto – Schwierige Verteidigung des Autos gegen seine Anbeter (1984) als beispielhaft für eine harmonische Formgebung dargestellt.